# واكو ملك اللومبارد
واكو أو (والدكيس) كان ملكًا على اللومبارد قبل دخولهم إيطاليا من تاريخ مجهول (ربما عام 510) وحتى وفاته عام 539، استولى واكو على العرش باغتيال عمه الملك تاتو. حاربه ايلدكيس بن تاتو والذي فر إلى الغيبيديين حيث توفي كان لواكو علاقات جيدة بالفرنجة.